# Matayba ayangannensis
Matayba ayangannensis är en kinesträdsväxtart som beskrevs av Acev.-rodr.. Matayba ayangannensis ingår i släktet Matayba och familjen kinesträdsväxter. Inga underarter finns listade i Catalogue of Life.